# Campeonato Sudamericano de Voleibol Femenino Sub-18 de 1996
El X Campeonato Sudamericano de Voleibol Femenino Sub-18 se celebró en la ciudad de Paysandú, Uruguay en 1996. Los equipos nacionales compitieron por dos cupos para el Campeonato Mundial de Voleibol Femenino Sub-18 de 1997 realizado en Tailandia.

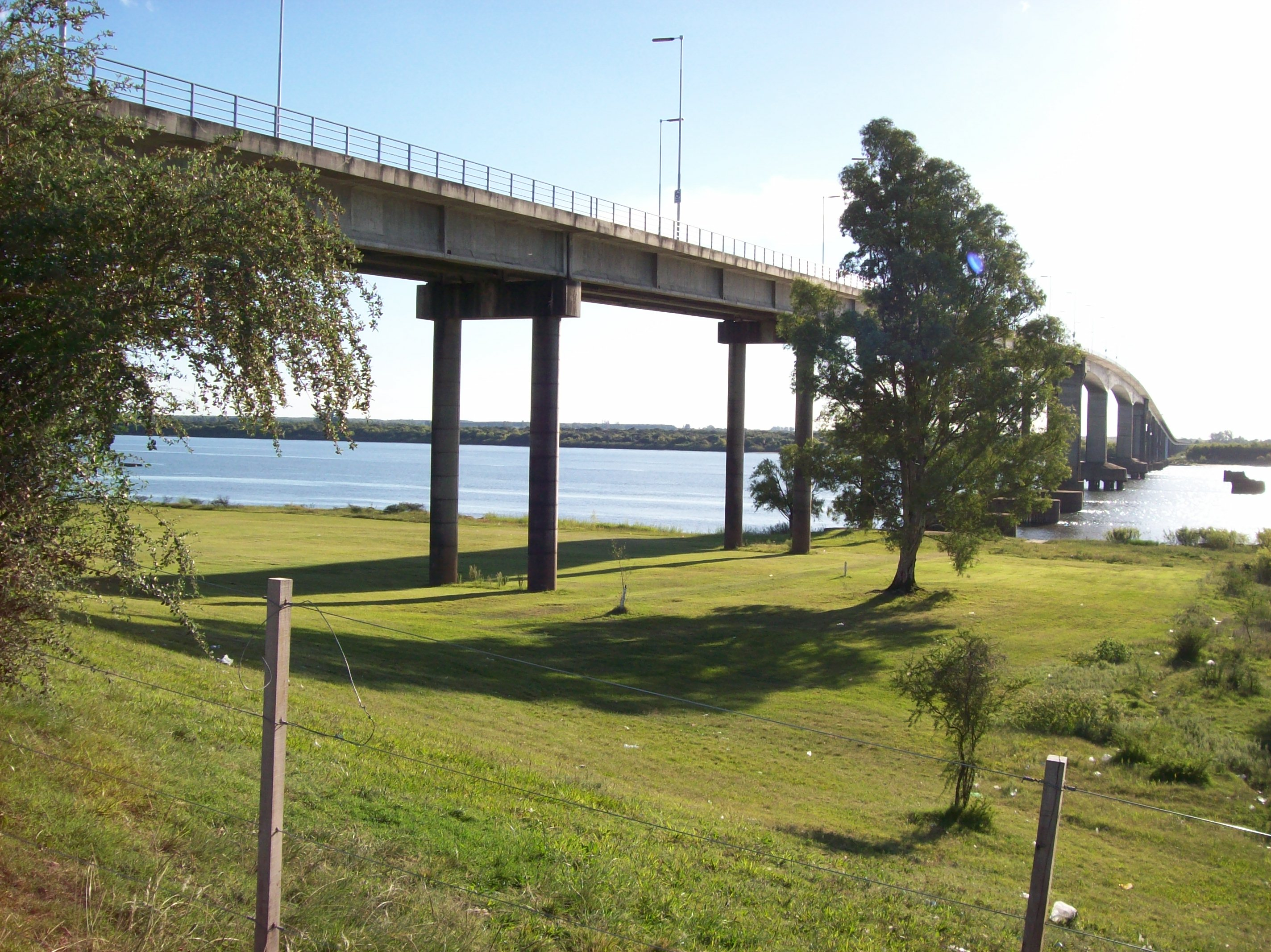
Paysandú, sede del X Campeonato Sudamericano de Voleibol Femenino Sub-18.

## Equipos participantes
- Argentina
- Brasil
- Chile
- Colombia
- Perú
- Uruguay
- Venezuela

## Fase Única
| Pos | Equipo    | PJ | PG | PP | PTS |
| --- | --------- | -- | -- | -- | --- |
| 1   | Argentina | 6  | 6  | 0  | 12  |
| 2   | Brasil    | 6  | 5  | 1  | 11  |
| 3   | Perú      | 6  | 4  | 2  | 10  |
| 4   | Colombia  | 6  | 3  | 3  | 9   |
| 5   | Venezuela | 6  | 2  | 4  | 8   |
| 6   | Uruguay   | 6  | 1  | 5  | 7   |
| 7   | Chile     | 6  | 0  | 6  | 6   |

| – | Clasificado al Campeonato Mundial de Voleibol Femenino Sub-18 de 1997 |

## Posiciones Finales
| \| Pos \| Equipo \| \| --- \| --------- \| \| \| Argentina \| \| \| Brasil \| \| \| Perú \| \| 4 \| Colombia \| \| 5 \| Venezuela \| \| 6 \| Uruguay \| \| 7 \| Chile \| | Campeón Argentina 1º Título |
| Pos | Equipo                      |
| | Argentina                   |
| | Brasil                      |
| | Perú                        |
| 4 | Colombia                    |
| 5 | Venezuela                   |
| 6 | Uruguay                     |
| 7 | Chile                       |